# مکسول (نبراسکا)
مکسول(به انگلیسی: Maxwell) شهری در ایالت نبراسکا کشور ایالات متحده آمریکا است که جمعیت آن در سرشماری سال ۲۰۱۰ میلادی، ۳۱۲ نفر بوده‌است.